# Танцювальна музика
Танцювальна музика — музика, призначена для супроводу танців, а також похідні від неї музичні твори, що не призначені для танців і мають самостійну художню цінність. Для танцювальної музики характерні високий рівень танцювальності (чіткий ритм, специфічний для кожного танцю темп).
Характерні ознаки танцювальної музики зумовили її використання Й. С. Бахом, Г.-Ф.Генделем, Л. Бетховеном, Моцартом, Г. Берліозом, Е. Грігом, Ф. Шопеном, А. Дворжак, Скрябіним, К. Дебюссі, М. Лисенком, С. Рахманіновим, Г. Малером, І. Стравінським, Д. Шостаковичем, П. Чайковським та ін. в інших музичних жанрах.
У XX столітті танцювальна музика (переважно електронна) набула величезної популярності, її комерційні напрямки є складником масової культури.

## Джерело
- Юрій Юцевич. Музика: словник-довідник. — Тернопіль, 2003. — 404 с. — ISBN 966-7924-10-6. (html-пошук по словнику, djvu)